# 塞奥佐拉·格昆图拉
塞奥佐拉·格昆图拉（希臘語：Θεοδώρα Γκουντούρα，1997年3月14日—）生于雅典，是一名希腊女子击剑运动员，主攻佩剑。她在12岁时开始练习击剑，当时AEK体育俱乐部的一名教练看中了她的才能，说服她练习击剑运动。2019年，她在匈牙利布达佩斯举行的世界击剑锦标赛女子个人佩剑项目上闯入四强，最终在半决赛上不敌俄罗斯选手索菲娅·韦利卡娅，获得铜牌，并成为历史上首位在世界击剑锦标赛上获得奖牌的希腊选手。